# Baba Sy
Baba Sy, (c. 1935 - Dacar, 20 de agosto de 1978) foi um damista senegalês, Grande Mestre Internacional e campeão mundial de damas internacionais entre 1963 e 1964.

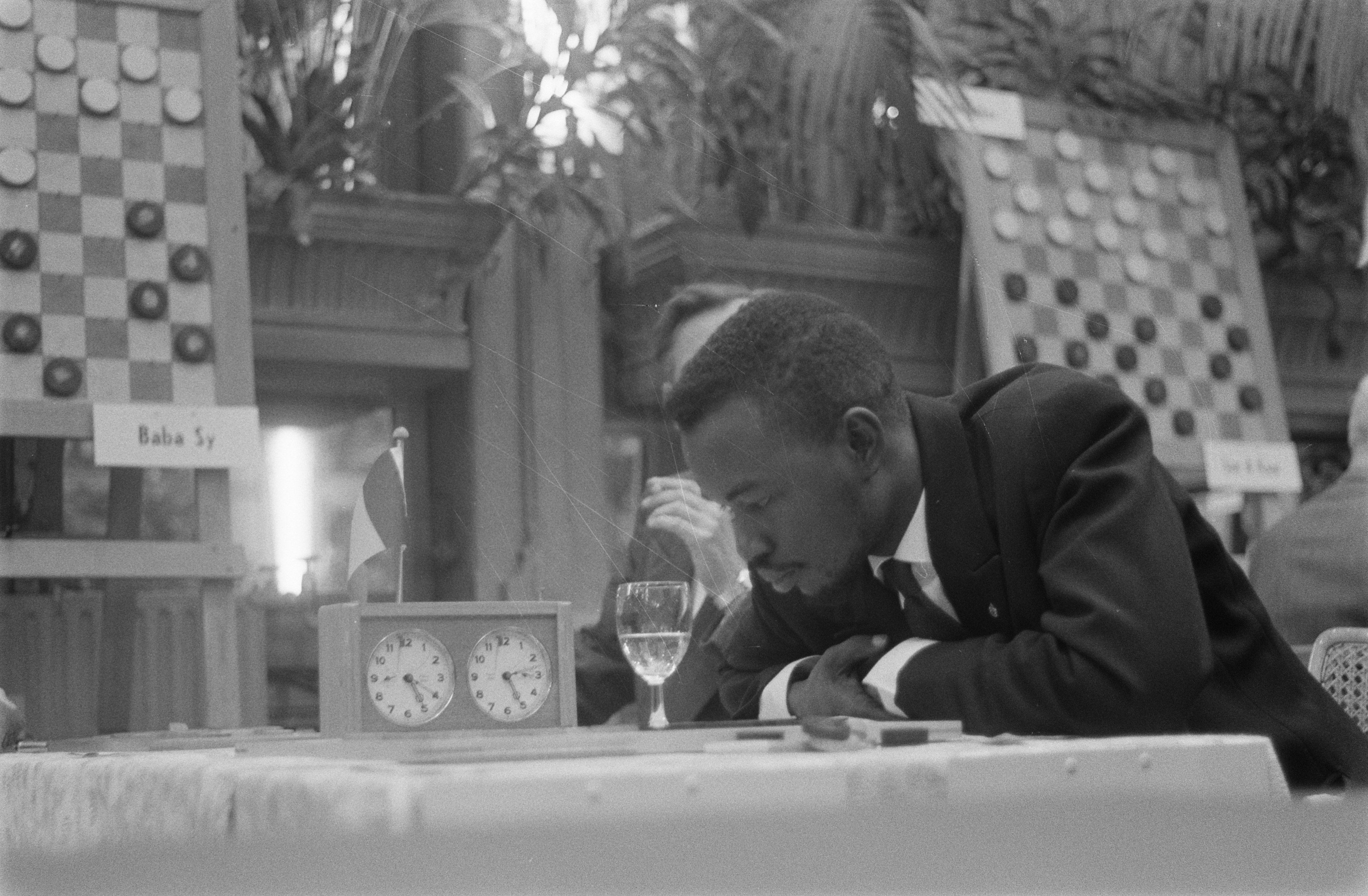
Baba Sy em outubro de 1960, em Amsterdã, durante o campeonato mundial em que terminou em segundo lugar.

## Biografia
Baba Sy foi descoberto por Émile Biscons , um oficial que trabalhava em Dacar, em 1959. No mesmo ano, Sy venceu o primeiro grande torneio importante do qual participou, o campeonato da França (o Senegal só conquistou sua independência em 1960), e se tornou vice-campeão mundial em 1960, terminando atrás do soviético Vyacheslav Shchogolyev.
O título de campeão mundial de damas é então disputado (entre meados da década de 1950 e meados da década de 1970) no ritmo de torneios em que muitos jogadores participam, e em que o vencedor do torneio tornava-se (ou permanecia) campeão mundial, intercalado com dois campeonatos mundiais na forma de um match - uma partida entre dois jogadores, o campeão e o candidato ao título. O Campeonato Mundial de 1960 foi um campeonato mundial no formato de torneio. Em 1961, durante um match, Vyacheslav Shchogolyev perdeu o título para o seu compatriota Iser Kuperman. Após esta partida, Sy venceu o Torneio de Candidatos em Liège e devia então, como candidato, enfrentar o campeão mundial Iser Kuperman em uma partida a ser organizada pela federação soviética em 1963. No entanto, esta partida foi cancelada. No próximo campeonato mundial, em 1964, Sy terminou em terceiro (atrás de Shchogolyev, o vencedor, e de Kuperman), disputado no formato de torneio. Depois disso, Baba Sy, debilitado por problemas de pressão alta que o obrigavam a abandonar partidas, nunca mais recuperou o seu nível.
Baba Sy morreu no Senegal em 1978, em um acidente de carro.
Em 1984, na assembleia geral da Federação Mundial de Damas (FMJD) em Dacar, após revelações de Kuperman, ficou provado que a federação soviética foi a responsável pelo cancelamento da partida Kuperman-Sy, a qual seria disputada em 1963, que podia ter permitido a Baba Sy obter esportivamente o título de campeão mundial. Em 1986, durante uma assembleia geral em Groninga, após exigências da federação senegalesa e negociações entre as federações soviética, senegalesa e internacional, Baba Sy foi oficialmente estabelecido como campeão mundial de 1963, não no lugar de Iser Kuperman, mas sim compartilhando o título do período de 1963-1964.

## Prêmios

### Campeonatos mundiais
- Campeão mundial de damas internacionais do período 1963-1964 (declarado postumamente em 1986), título compartilhado com Iser Kuperman [2]
- Vice-campeão mundial de damas em 1960 (em Amsterdã)
- 3º lugar no campeonato mundial de damas em 1964 (em Merano)
- 6º lugar, ex æquo, no campeonato mundial de damas de 1972 (em Hengelo)

### Outros torneios
- Campeão da França de damas em 1959 (em Châtellerault )
- Vencedor do torneio internacional de damas de Ialta em 1961
- Vencedor do Torneio de Candidatos (em Liège) em 1962